# Cratere Dikhan
Dikhan è un cratere sulla superficie di Cerere.